# Beyer, Peacock and Company

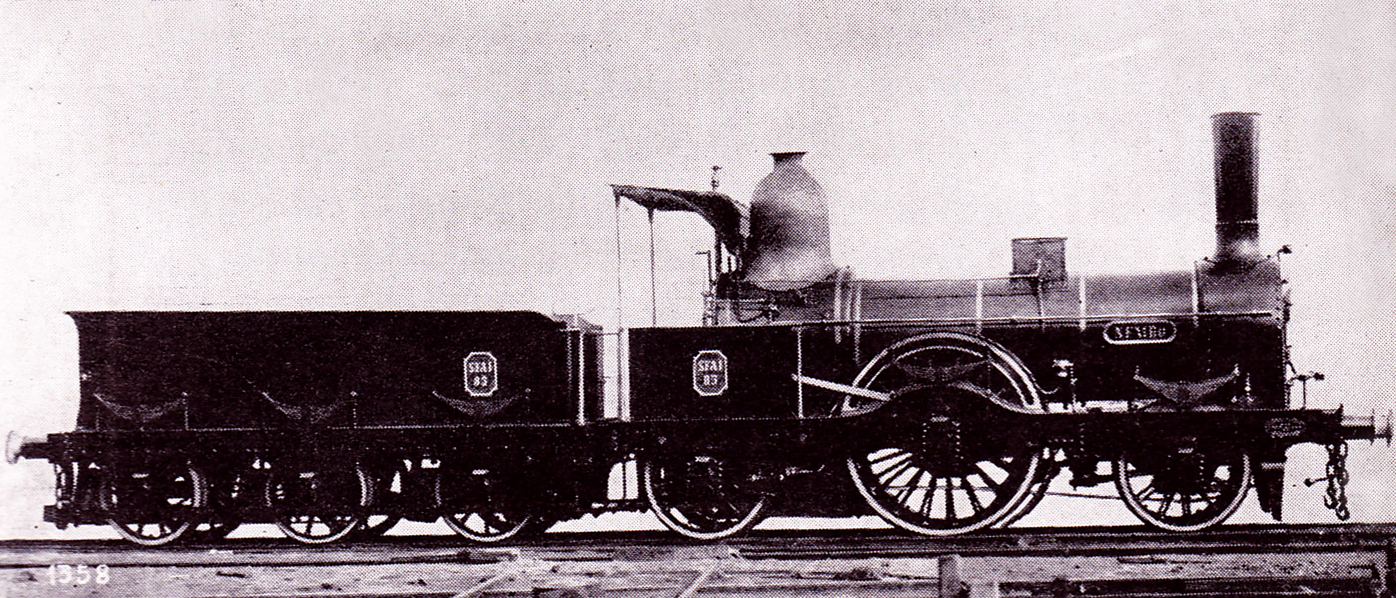
La locomotiva SFAI 85 "Nembo", costruita da Beyer, Peacock and Company nel 1857, restaurata ed esposta all'Esposizione Internazionale di Torino del 1911.

La Beyer, Peacock & Co. fu un'industria ferroviaria inglese produttrice di locomotive con sede in Gorton, un quartiere di Manchester. Fondata da Charles Beyer e Richard Peacock, fu sul mercato dal 1854 al 1966. Nel 1902 diventò una società a responsabilità limitata, assumendo la ragione sociale di Beyer, Peacock & Company Limited. Tra il 1855 e il 1966 la società costruì quasi 8.000 locomotive.

## Produzione
Tra le macchine da essa costruite vi furono le locomotive a vapore del tipo Garratt, che furono molto diffuse in Africa, specialmente sulle reti della South African Railways/Suid-Afrikaanse Spoorweë (SAR) e dell'East African Railways and Harbours Corporation e dell'Australia, e le locomotive-tender di rodiggio 2'B utilizzate dalla Metropolitan Railway e dalla District Railway di Londra dal 1864 fino alla sua elettrificazione avvenuta nel 1905. Costruì anche delle locomotive-tender di rodiggio 2B per linee con scartamento di 1.067 mm in Norvegia e, con scartamento di 914 mm, per la ferrovia dell'Isola di Man.
La prima locomotiva Garratt costruito fu quella del gruppo K della rete della North East Dundas Tramway nella Trasmania nordorientale. Il prototipo è conservato dalla Welsh Highland Railway insieme con l'ultimo Garratt costruita dalla Beyer, Peacock & Co., la numero 143 del gruppo NG G13 n.143 della SAR. Altre quattro locomotive Garratt, costruite dalla Bayer, Peacock & Co. come parte del gruppo AD60 delle New South Wales Government Railways, tuttora conservate, all'epoca della loro costruzione erano le più potenti locomotive dell'emisfero meridionale.
Oltre alla locomotive a vapore la Beyer, Peacock & Co. costruì anche il 10 locomotive elettriche del gruppo 82 della British Rail (BR), su progetto della Metropolitan-Vickers, 101 locomotive Diesel-idrauliche del gruppo BR 35 e, parte delle Diesel-elettriche del gruppo 25/3 BR. Collaborò con la Metropolitan Vickers anche per la costruzione delle locomotive Diesel-elettriche del gruppo X delle Western Australia Government Railways (WAGR) e delle locomotive elettriche del gruppo 46 delle New South Wales Government Railways (NSWGR).
Nell'Ottocento fornì alla Imperial-regia società privilegiata delle strade ferrate lombardo-venete e dell'Italia Centrale le locomotive LVCI 155-164. Passate successivamente alle Strade Ferrate dell'Alta Italia, quindi alla Rete Mediterranea e da ultimo alle Ferrovie dello Stato, una di esse, la FS 1022, già SFAI 85 "Nembo", nel 1911 fu restaurata ed esposta con altri veicoli dell'epoca risorgimentale nell'Esposizione internazionale di Torino ma, successivamente non fu conservata.